# Pterostichus annosis
Pterostichus annosis är en skalbaggsart som beskrevs av Thomas Casey. Pterostichus annosis ingår i släktet Pterostichus och familjen jordlöpare. Inga underarter finns listade i Catalogue of Life.